# Największy Postęp PLK
Największy Postęp PLK – wyróżnienie przyznawane co sezon zawodnikowi Polską Ligę Koszykówki, który poczynił największy postęp w swojej grze w stosunku do wcześniejszych rozgrywek. Nagroda jest przyznawana na podstawie głosowania dziennikarzy, piszących o lidze PLK. W przeszłości przyznawano ją oficjalnie, następnie nieoficjalnie, wobec powyższego laureat nie otrzymywał żadnej statuetki. W sezonie 2020/2021 zostało przyznane ponownie oficjalnie, podczas Gali Energa Basket Ligi.
¹ – oznacza nagrodę oficjalną
| Sezon   | Zawodnik                                | Zespół                                  | Przyp.       |
| ------- | --------------------------------------- | --------------------------------------- | ------------ |
| 2000/01 | Rafał Bigus                             | Prokom Trefl Sopot                      | [ a ]        |
| 2005/06 | Kamil Chanas¹                           | Era Śląsk Wrocław                       | [ 3 ]        |
| 2006/07 | Iwo Kitzinger¹                          | Polpharma Starogard Gdański             | [ 4 ]        |
| 2007/08 | Paweł Kikowski¹                         | Polpak Świecie                          | [ 5 ]        |
| 2007/08 | David Logan                             | Turów Zgorzelec                         | [ 5 ]        |
| 2008/09 | Nie wybierano – przyznawano Złote Kosze | Nie wybierano – przyznawano Złote Kosze | [ 6 ]        |
| 2009/10 | Łukasz Majewski                         | Polpharma Starogard                     | [ 7 ]        |
| 2010/11 | Adam Waczyński                          | Trefl Sopot                             | [ 8 ]        |
| 2011/12 | Damian Kulig                            | PBG Basket Poznań/PGE Turów Zgorzelec   | [ 9 ]        |
| 2012/13 | Jakub Dłoniak                           | Jezioro Tarnobrzeg                      | [ 10 ]       |
| 2013/14 | Michał Sokołowski                       | Anwil Włocławek                         | [ 11 ]       |
| 2014/15 | Karol Gruszecki                         | Energa Czarni Słupsk                    | [ 12 ]       |
| 2015/16 | Daniel Szymkiewicz                      | Rosa Radom                              | [ 13 ]       |
| 2016/17 | Krzysztof Sulima                        | Polski Cukier Toruń                     | [ 14 ]       |
| 2017/18 | Jakub Garbacz                           | Asseco Gdynia                           | [ 15 ]       |
| 2018/19 | Jakub Schenk                            | King Szczecin                           | [ 16 ]       |
| 2019/20 | Adrian Bogucki                          | HydroTruck Radom                        | [ 17 ]       |
| 2020/21 | Jakub Garbacz¹ (2)                      | Arged BMSlam Stal Ostrów Wlkp.          | [ 18 ] [ 1 ] |
| 2021/22 | Grzegorz Kulka                          | Legia Warszawa                          | [ 19 ]       |
| 2022/23 | Przemysław Żołnierewicz                 | Enea Zastal BC Zielona Góra             | [ 20 ]       |